# Tokchon
Tŏkch'ŏn (Koreaans: 덕천시) is een stad in de Noord-Koreaanse provincie P'yŏngan-namdo. In 2008 telde de stad ruim 237.000 inwoners. De stad ligt in het midden van het land en bestaat uit 22 buurten (dong) en 10 dorpen (ri).
In de stad bevindt zich een van de grootste autofabrieken van het land, de Sungri Motor Plant.

## Afbeeldingen

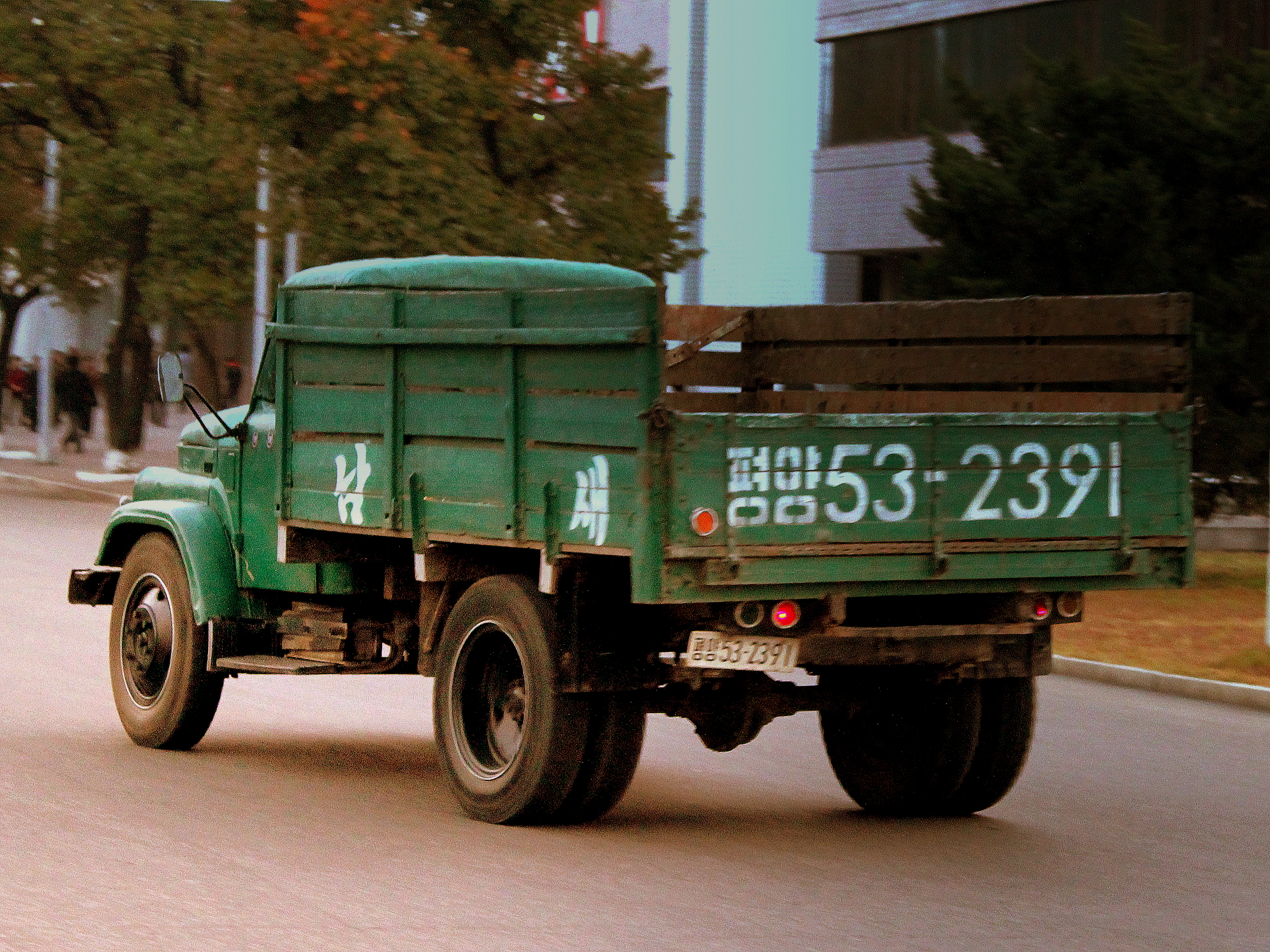
Vrachtwagen gemaakt in Tokchon